# Черути (Бјела)
Черути је насеље у Италији у округу Бијела, региону Пијемонт.
Према процени из 2011. у насељу је живело 222 становника. Насеље се налази на надморској висини од 554 м.